# Африканский клариевый сом
Африканский клариевый сом, или мраморный клариевый сом, или нильский клариас (лат. Clarias gariepinus) встречается по всей Африке, включая водоёмы Сахары, в бассейне реки Иордан, в Южной и в Юго-Восточной Азии.
Самый популярный вид рыб для непрудового рыбоводства. Высокорентабельный объект промышленного рыбоводства.

## Особенности

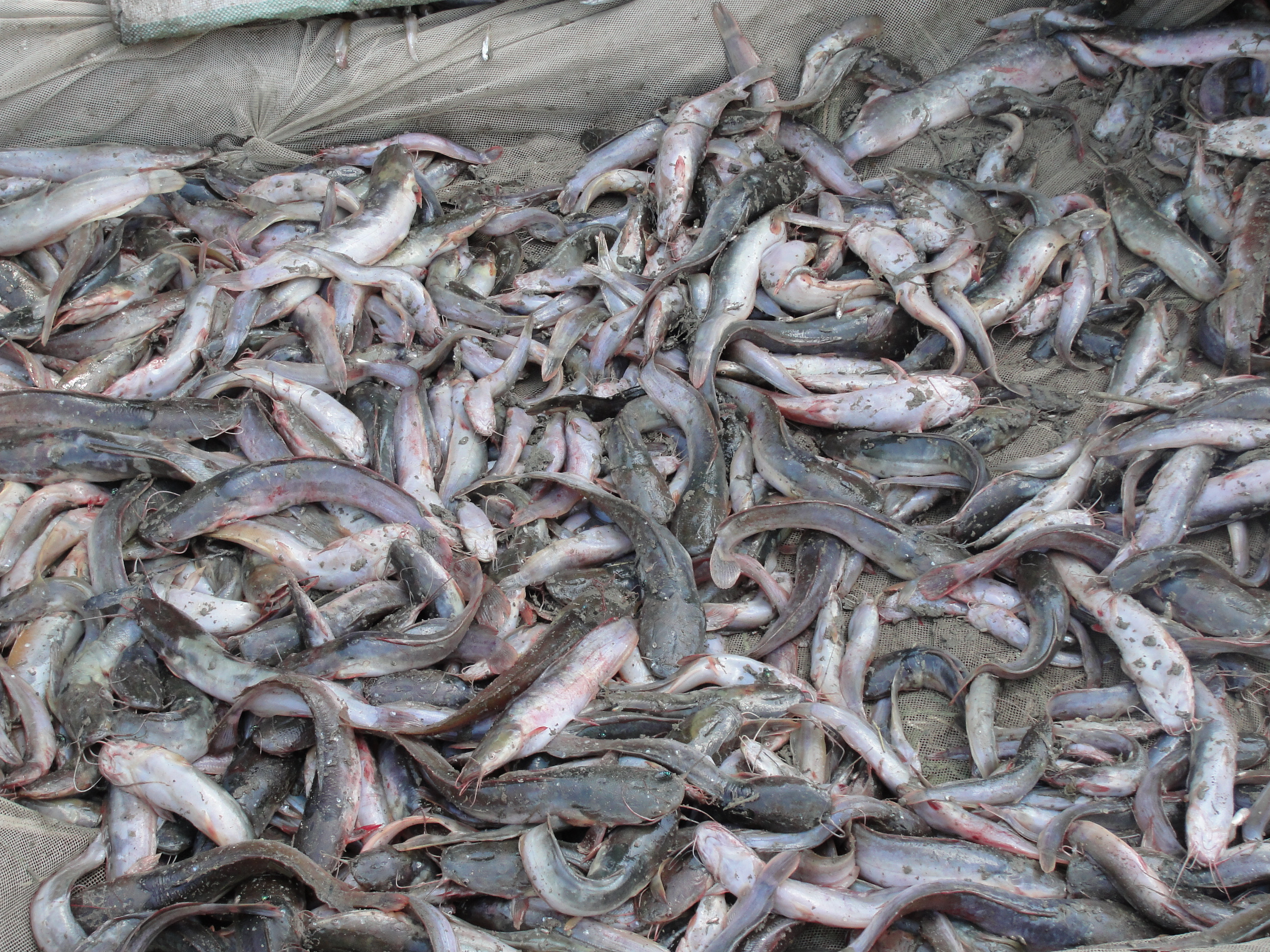
Выловленные африканские сомы, Замбия

Развит специальный орган для дыхания атмосферным кислородом. От жаберной полости отходит древовидно разветвлённый наджаберный орган, стенки которого пронизаны множеством кровеносных сосудов и имеют очень большую поверхность. Иными словами, это настоящее лёгкое, заменяющее жабры, когда рыба находится вне воды. Специальные исследования показали, что наджаберный орган клария содержит только воздух и наиболее эффективен при влажности воздуха 81 %. Полное выключение дыхания жабрами приводит к смерти через 14-47 ч. Лучше всего кларий чувствует себя, когда концентрация растворённого в воде кислорода превышает 4,3 мг/л и доступ к поверхности возможен. Если условия в водоёме не отвечают этим требованиям, он уползает в другой. Оптимальной средой обитания африканского сома является вода с pH 6,5-8,0 и температурой 25-30  °C, но также хорошо он переносит температуру 12-18 °C, устойчив к перепадам температуры, переносит уровень соли в воде до 10 промилле. Данный вид достаточно всеяден: он может питаться водяными жуками, моллюсками, рыбой, растительной пищей и даже отбросами органического происхождения, но в природных условиях является, главным образом, хищником. По форме тела напоминает серого сома и угря.
Эти рыбы генерируют электросигналы длительностью от 5 до 260 мс, но только в присутствии чужака того же вида. Чужак в ответ либо пускается наутёк, либо принимает вызов и тоже испускает разряды. До укусов доходит редко — по большей части бойцы расходятся. Когда они теряют друг друга из вида, на расстоянии 30-40 см, генерация электрических сигналов прекращается.
Есть 4 пары «усов», зубы как у европейского сома. Чешуи нет, цвет кожи зависит от цвета воды, обычно мраморный с серо-зелёным оттенком. Достигает возраста икрометания (половой зрелости) через 1-1,5 года, его вес в это время составляет 400—500 г, а длина — около 300—400 мм. В длину представители этого вида достигают 170 см и веса 60 кг. Живут около 8 лет.
Африканский клариевый сом может поражаться несколькими видами дигенетических сосальщиков.